# Tromelinön

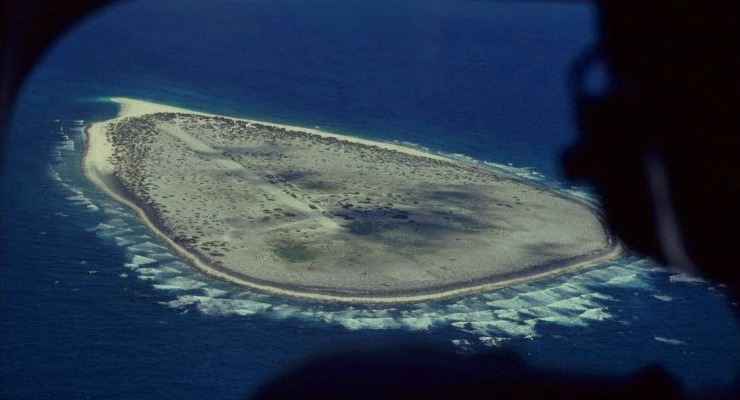
Flygfoto över Tromelinön.

Tromelinön (franska: Île Tromelin) är en låg, platt ö i Indiska Oceanien, ungefär 500 kilometer norr om  Réunion och cirka 450 kilometer öster om Madagaskar.
Ön är sedan 1814 ett franskt Territoire d’outre mér (Frankrikes utomeuropeiska områden). Det förvaltas direkt från Frankrike genom prefekten för de Franska sydterritorierna. Den ingår i de så kallade Îles Éparses. Både Madagaskar[källa behövs], Seychellerna och Mauritius gör anspråk på ön.

## Geografi
Ön är en obebodd tropisk ö i västra Indiska Oceanen utanför önationen Madagaskars östra kust. Den har en bredd på 0,7 km, längd på 1,1 km, areal på endast 1,0 km² och den högsta höjden ligger på endast 7 meter över havet. Ön täcks till största delen av sand och enstaka låg vegetation. Den saknar naturliga hamnar, så fartyg måste lägga till utanför kusten. Den har dock ett litet flygfält.

### Flora och fauna
Ön har identifierats som Important Bird and Biodiversity Area (IBA) av Birdlife International på grund av sjöfåglars häckande. Både masksula och rödfotad sula häckar på ön. Sulors population har allvarlig minskat i den västra delen av Indiska oceanen medan de som finns på Tromelinön är bland de mest hälsosamma kvarvarande.
Öns masksula kommer från en underart i västra Indiska oceanen (Sula dactylatra melanops), varav Tromelinön är ett av dess fästen.
De rödfotade sulorna är den enda polymorfa fågelpopulationen i regionen, vilket indikerar dess biogeografiska isolering. Både stora och mindre fregattfåglar brukade bo på ön. Uppfödningspopulationerna hos båda fåglarna har sedan dess blivit lokalt utdöda, även om de fortsätter att använda ön för övernattning.
Det finns inga landlevande fåglar på ön.

## Historia
Tromelinön ligger avsides från de stora sjöfartslederna och upptäcktes 1722 av det franska fartyget Diane, under befäl av Jean Mari Briand de la Feuillée. Ön kallades av denne Île des Sables, "Sandön".
Den 17 november 1760 lämnade det franska slavskeppet Utile hamnstaden Bayonne i franska Baskien, med destination Maskarenerna i Indiska oceanen. Natten mot 1 augusti 1761 gick fartyget på grund på ett rev utanför Tromelinön när det transporterade slavar från Madagaskar till Mauritius. Endast en tredjedel av de omkring 180 slavarna överlevde, på grund av att de varit inspärrade under däck, och många dukade också under på grund av brist på mat och vatten. Den franska besättningen byggde en flotte med hjälp av skeppsvraket och de få träden på ön. De lämnade de omkring 60 överlevande slavarna efter skeppsbrottet på ön, under löfte att återvända för att hämta slavarna, men på grund av det pågående sjuårskriget infriade de franska myndigheterna först inte löftet. De skeppsbrutna byggde skjul av koraller eftersom större delen av öns trä gått åt till flotten för sjömännen. Man byggde också en signaleld som hölls brinnande med vrakrester och drivved.
Efter att en fransk sjöman blivit skeppsbruten på ön 1776 och hjälpt öborna att konstruera en flotte för att några av dem skulle kunna ta sig därifrån, kunde slutligen de sista sju kvarvarande skeppsbrutna kvinnorna på ön, samt en pojke som fötts på ön, räddas genom en expedition. De räddades samma år av kapten Bernard Boudin de Tromelin och ön namngavs efter denne. I modern tid har arkeologiska utgrävningar efter spår av de skeppsbrutna genomförts.
Tromelinön införlivades 28 februari 1897 i kolonin Franska Madagaskar. Den förvaltades från 1960 från ön Réunion och därefter sedan 2005 genom Franska sydterritorierna.
Denna del av Franska sydterritorierna, som Tromelinön tillhör, kallas på franska Îles Éparses ("Spridda öarna"). Det rör sig om fem öar eller ögrupper runt Madagaskar som Frankrike behöll som besittningar när Madagaskar blev självständigt 1960 och som Madagaskar än idag gör anspråk på.

## Bildgalleri

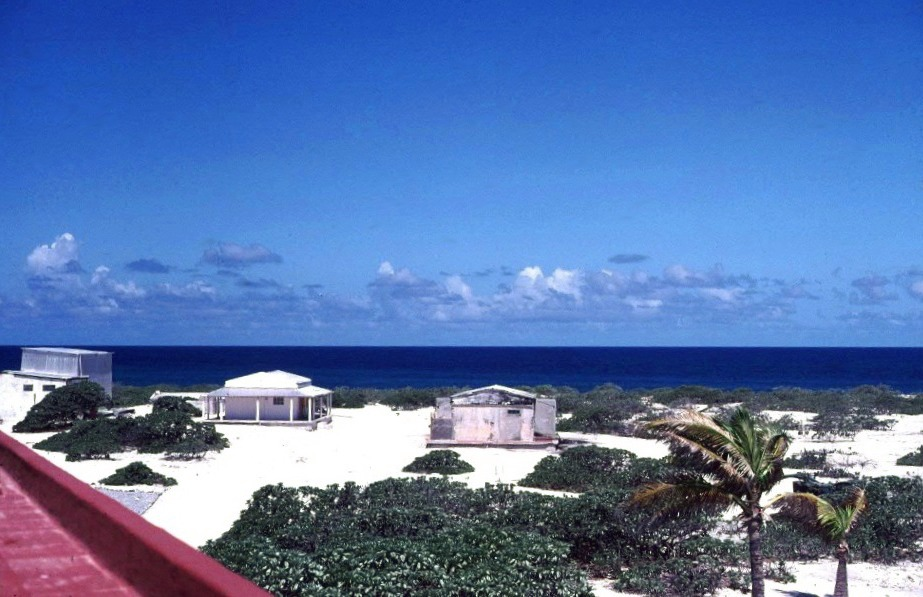
Vy från väderstationen.
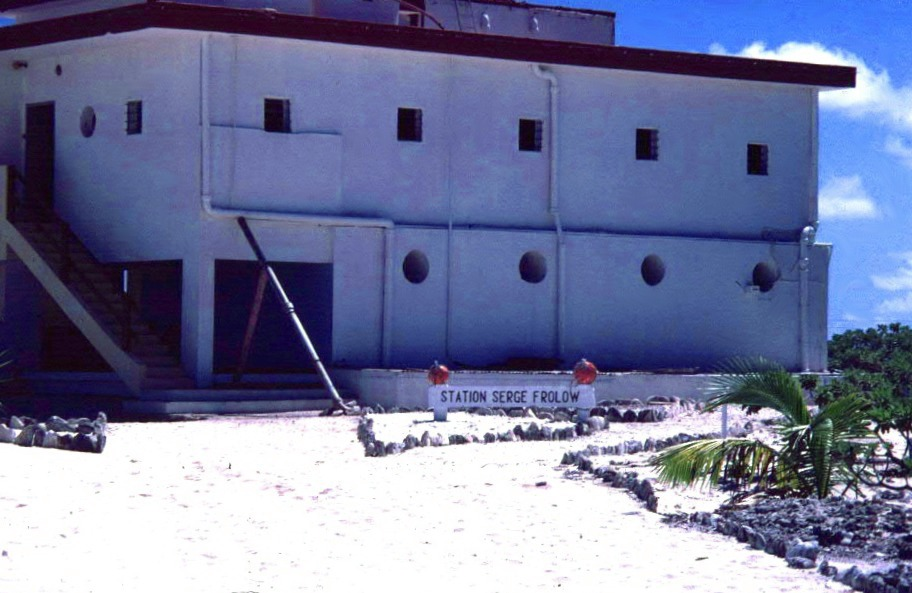
Väderstationen på Tromelinön.